# Anomoia vana
Anomoia vana är en tvåvingeart som först beskrevs av Erich Martin Hering 1942.  Anomoia vana ingår i släktet Anomoia och familjen borrflugor. Inga underarter finns listade i Catalogue of Life.